# فرانشيسكو ماتيا
فرانشيسكو ماتيا (بالإسبانية: Francisco Mattia)‏ (24 يونيو 1988 بلوخان، مقاطعة بوينس آيرس في الأرجنتين - ) هو لاعب كرة قدم أرجنتيني في مركز الدفاع. لعب مع CSD Flandria ‏.

## روابط خارجية
- فرانشيسكو ماتيا على موقع قاعدة بيانات كرة القدم.إي يو (الإنجليزية)
- فرانشيسكو ماتيا على موقع Soccerway.com (الإنجليزية)